# Otto Flugmaschinenfabrik
Gustav Otto Flugmaschinenfabrik, va ser una empresa pionera en la fabricació d'aeronaus formada per Gustav Otto el 1910. Posteriorment va ser reorganitzada com Bayerische Flugzeugwerke que va ser fusionada, l'any 1922, a BMW AG.

## Inicis
El 1910, Gustav Otto va fundar el taller Aeroplanbau Otto-Alberti al aeròdrom de Puchheim, on Gustav, amb alguns amics, feien volar màquines de fusta, cable, i tela, motoritzades. A través de la seva passió per aquestes màquines voladores, van ajudar a transformar l'aviació d'una simple afició a una indústria vital per l'exèrcit, especialment després de l'irrupció de la Primera Guerra Mundial. Ernst Udet, el segon as de vol alemany de la Primera Guerra Mundial, només superat pel Baró Roig, va aconseguir la seva llicència de pilot entrenant-se amb Gustav durant aquest temps.

## Gustav Otto Flugmaschinenfabrik
L'any 1911 Gustav va traslladar l'empresa i la va rebatejar amb el nom de Gustav Otto Flugmaschinenfabrik. Poc després del seu trasllat, Otto va tornar a moure el taller a unes noves instal·lacions.

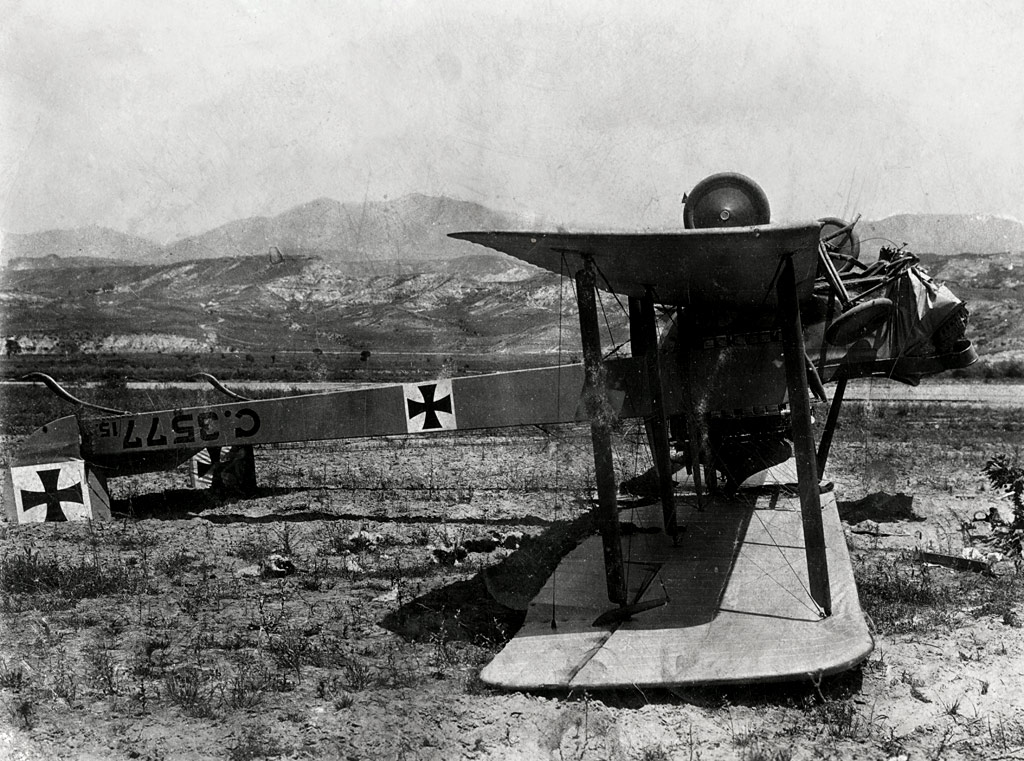
Otto C.I accidentat

El 1914 va començar la construcció en una nova fàbrica al districte Milbertshofen a Múnic, on més tard s'instal·laria el primer aeroport de la ciutat, amb la intenció d'apropar-se al procés d'aprovisionament militar del govern alemany. Durant el 1915 l'empresa torna a canviar el nom, ara a Otto Werke, Gustav Otto, München. Poc després va establir una altra empresa al aeròdrom de Johannisthal de Berlín, anomenada AGO Flugzeugwerke. 

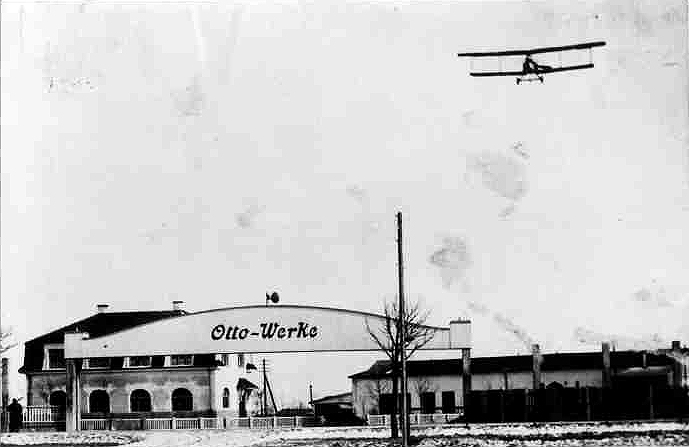
Fàbrica d'Otto Werke al 1911

Mentre que els dissenys de Gustav Otto inicialment van tenir èxit, va tenir molts problemes d'alt cost i baixos beneficis. A l'inici de la guerra, Otto Werke subministrava a la força aèria alemanya, però a mesura que la guerra progressava també ho feien els problemes de producció. Finalment, les agències del govern el van instar a nacionalitzar la seva producció. Les altes necessitats degudes a la guerra i els problemes financers amb l'empresa van constiruir una càrrega massa gran per Gustav, la salut del qual va començar a ressentir-se. A instàncies dels Ministeris de Guerra bavarès i prussià l'improductiva empresa va ser absorbida pel Govern alemany, i Gustav Otto va ser forçat a deixar el seu càrrec. Un consorci de bancs va quedar-se els actius de la companyia i Otto Werke va ser reorganitzada a Bayerische Flugzeugwerke AG el 7 de març de 1916.
L'estiu de 1916 13 unitats de model Otto C.I van ser entregades a la Força aèria búlgara.